# Ohrožený druh (album)
Ohrožený druh (2008) je album Michala Horáčka. Obsahuje 10 písní. Texty napsal Michal Horáček, hudbu složili různí hudebníci, často jednu píseň ve více verzích, mezi kterými pak Horáček vybíral. Písně nazpívaly různé zpěvačky, podobně jako u alba Dívčí válka Jana Buriana (2006). Album se připravovalo asi 5 let, autor vybíral ze zhruba 20 textů.

## Seznam písní
1. Tramtárie (3:35)
Hana Robinson / Michal Horáček; zpěv: Natálie Kocábová; smyčcové aranžmá: Milan Kymlička
2. Zpráva, která všechno změní (3:43)
Hana Robinson / Michal Horáček; zpěv: Hana Robinson
3. Jak se ten chlap na mě divá (5:37)
Paolo Conte / Text: Paolo Conte, Michal Horáček; zpěv: Lenka Nová a Naďa Válová; úprava aranžmá: Milan Kymlička
4. Ésik az esö, csendesen (3:37)
Milan Vyskočko Vyskočáni / Michal Horáček; zpěv: Szidi Tobias
5. Bellissima (3:27)
Hana Robinson / Michal Horáček; zpěv: Hana Robinson a Richard Krajčo; smyčcové aranžmá: Milan Kymlička
6. Všechno je, jak má být (3:30)
Ivan Hlas / Michal Horáček; zpěv: Naďa Válová; „temné aranžmá“: David Solař, smyčcové aranžmá: Milan Kymlička
7. Veselo k uzoufání (5:02)
František Černý a Karel Holas / Michal Horáček; zpěv: Tereza Nekudová a František Černý; aranžmá dechů: Radek Pobořil; produkce: Karel Holas a František Černý
8. V úzkých (2:48)
Petr Hapka / Michal Horáček; zpěv: Naďa Válová; smyčcové aranžmá: Milan Kymlička
9. Závoj tkaný touhami (4:45)
Tanita Tikaram (Twist in My Sobriety) / Tanita Tikaram, Michal Horáček; zpěv: Szidi Tobias; aranžmá: Milan Kymlička
10. Ohrožený druh (4:30)
Jarda Svoboda / Michal Horáček; zpěv: Věra Nerušilová; smyčcové aranžmá: Milan Kymlička

## Nahráli
- František Černý – kytary (7)
- Karel Holas – housle (7)
- Milan Kymlička – cembalo (9), syntetizer (9)
- Radek Pobořil – akordeon (7)
- Hana Robinson – piano (1, 2, 5)
- David Solař – piano (3, 6), programming (6)
- Jarda Svoboda – piano (10)
- Ruth Horáčková – vokál (10)
- Lenka Dusilová – vokál (7)
- Matěj Ruppert – vokál (3)
- Robert Balzar – kontrabas (1, 2, 5)
- Peter Binder – elektrická kytara (3)
- Marcel Comendant – cimbál (4)
- Miloš Dvořáček – bicí (1–3, 5, 6, 9, 10), perkuse (9, 10)
- Miroslav Hloucal – trubka (7)
- Štěpán Janoušek – trombon (7)
- Anton Jaro – kontrabas (4)
- Petr Kroutil – saxofon (1, 2), flétna (2)
- Martin Lehký – basová kytara (3, 6)
- Petr Malásek – piano (6, 8, 9)
- Antonín Mikulka – vibrafon (9)
- Jonáš Mlejnek – beatbox (1)
- Anna Mlinariková – sólové housle (9)
- Stanislav Palúch – housle (4)
- Stanislav Počaji – kytara (4)
- Peter Preložník – piano (4)
- Milan Ruček – bicí (4)
- Filip Schejbal – kontrabas (3)
- Josef Štěpánek – kytary (1, 5, 6), akustická kytara (3, 9)
- Rastislav Uhrík – kontrabas (9)
- Martin Vajgl – bicí (7)
- Taras Voloshchuk – kontrabas (7)
- Radek Žalud – akordeon (8)
- Filharmonici města Prahy (1, 3, 5, 6, 8, 10), kvartet (9)
- Josef Pokluda – kontraktor (1, 3, 5, 6, 8, 9, 10)